# Mineral Point (Missouri)
Mineral Point è un villaggio degli Stati Uniti d'America, situato nello Stato del Missouri, nella contea di Washington.